# 全微分
在微积分中，函数{\displaystyle f}在某一点的全微分（英語：total derivative）是指该函数在该点附近关于其自变量的最佳线性近似。与偏微分不同，全微分反映了函数关于其所有自变量的线性近似，而非单个自变量。
全微分可視為單變數函數的微分在多變數函數上的推廣：单变量函数的全微分与其微分的定義相同；而多變數函數在某點的全微分為一線性映射，通常可用矩陣或向量表示。例如，对于二元函数 {\displaystyle \textstyle f(x,y)}，设{\displaystyle f}在点 {\displaystyle (x_{0},y_{0})} 的某个邻域内有定义，{\displaystyle \scriptstyle (x_{0}+\Delta x,\ y_{0}+\Delta y)} 为该邻域内的任意一点，则该函数在点{\displaystyle (x_{0},\ y_{0})}的變化量 {\displaystyle \scriptstyle \Delta f=f(x_{0}+\Delta x,\ y_{0}+\Delta y)-f(x_{0},\ y_{0})} 可表示为
{\displaystyle \Delta f=A\Delta x+B\Delta y+o(\rho )}，
其中{\displaystyle A}，{\displaystyle B} 皆為常數且仅与點 {\displaystyle (x_{0},y_{0})} 有关，而与{\displaystyle \Delta x}，{\displaystyle \Delta y}无关，{\displaystyle \scriptstyle \rho ={\sqrt {(\Delta x)^{2}+(\Delta y)^{2}}}}。若{\displaystyle o(\rho )}是当{\displaystyle \rho \rightarrow 0}时的高阶无穷小，则称此函数 {\displaystyle f} 在点 {\displaystyle (x_{0},y_{0})}可微分，而矩陣(或向量){\displaystyle (A,B)} 即为函数 {\displaystyle f} 在 {\displaystyle (x_{0},\ y_{0})} 的全微分也簡稱微分，记作
{\displaystyle Df|_{(x_{0},y_{0})}=(A,B)}
或 {\displaystyle f'(x_{0},y_{0})=(A,B)}。

## 存在条件
全微分繼承了部分一元函数實函數（定義域和值域為實數的函數）的微分所具有的性質，但两者间也存在差异。从全微分的定义出发，可以得出有关全微分存在条件的多个定理。

### 充分条件
一个多元函数在某点的全微分存在的充分条件是：此函数在该点某邻域内的各个偏导数存在且偏导函数在该点都连续，则此函数在该点可微。
对于二元函数，此定理可表述为：若二元函数{\displaystyle z=f(x,\ y)}在点{\displaystyle (x_{0},\ y_{0})}的某邻域内的偏导数{\displaystyle f_{x}(x_{0},\ y_{0})}与{\displaystyle f_{y}(x_{0},\ y_{0})}存在，且偏导函数{\displaystyle f_{x}(x,\ y)}与{\displaystyle f_{y}(x,\ y)}在点{\displaystyle (x_{0},\ y_{0})}都连续，则此函数在点{\displaystyle (x_{0},\ y_{0})}可微。需要注意的是，此条件并非充要条件，存在偏导函数不连续但是多元函数可全微分的情况。如果不满足这个充分条件，那么一个多元函数能否全微分则必须由定义加以证明，即验证{\displaystyle \lim _{\rho \to 0}{\frac {\Delta z-[f_{x}(x_{0},\ y_{0})\Delta x+f_{y}(x_{0},\ y_{0})\Delta y]}{\rho }}=0}是否成立。

### 必要条件
一个多元函数在某点的全微分存在的必要条件是：若多元函数在某点可微，则此函数在该点必连续。
对于二元函数，此定理可表述为：若二元函数{\displaystyle z=f(x,\ y)}在点{\displaystyle (x_{0},\ y_{0})}可微，则此函数在点{\displaystyle (x_{0},\ y_{0})}必连续。
全微分存在另一个必要条件是：若多元函数在某点可微，则此函数在该点的全微分可表示为各自变量的变化量与该自变量在该点的偏导数之积的和。
对于二元函数，此定理可表述为：二元函数{\displaystyle z=f(x,\ y)}在点{\displaystyle (x_{0},\ y_{0})}可微，则此函数在点{\displaystyle (x_{0},\ y_{0})}的全微分为
{\displaystyle \operatorname {d} z|_{(x_{0},\ y_{0})}=f_{x}(x_{0},\ y_{0})\Delta x+f_{y}(x_{0},\ y_{0})\Delta y}。